# Régiment de Condé
Pour les articles homonymes, voir Régiment de Condé (homonymie).
Le régiment de Condé est un régiment d’infanterie du royaume de France depuis 1659.

## Création et différentes dénominations
- 7 novembre 1659 : entrée au service du roi du régiment de Condé
- 1er janvier 1791 : renommé 55e régiment d’infanterie de ligne
- 3 mai 1794 : son 2e bataillon est incorporé dans la 110e demi-brigade de première formation
- 20 juin 1794 : son 1er bataillon est incorporé dans la 109e demi-brigade de première formation

## Équipement

### Drapeaux
6 drapeaux dont un blanc colonel, et 5 d’ordonnance, « bleux & ventre de biche par opposition, & croix blanches ».

Drapeaux du régiment de Condé
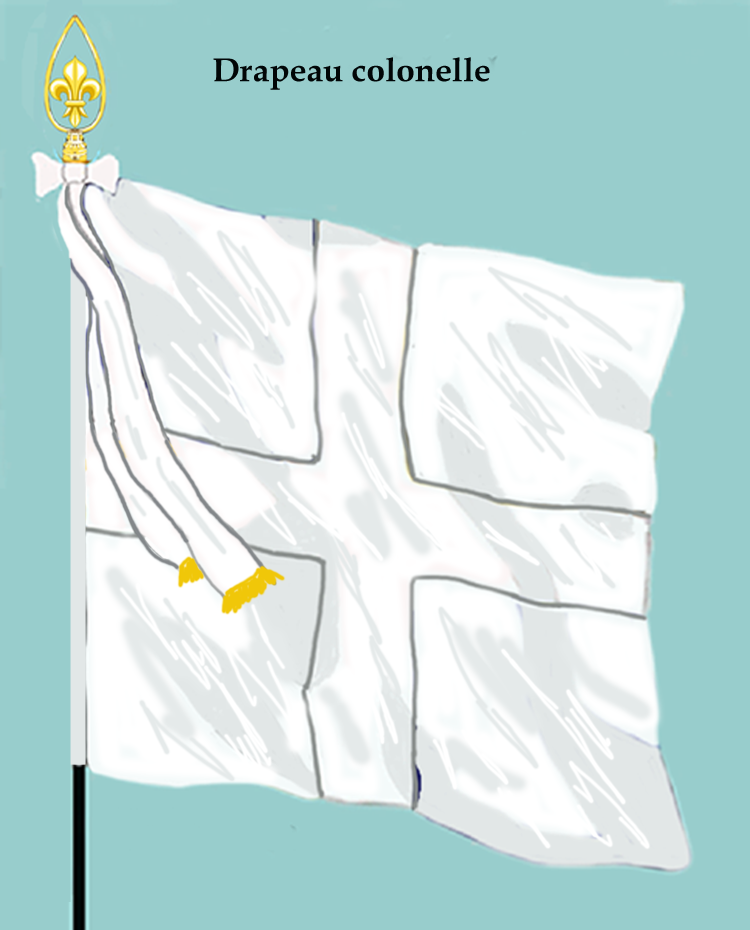
drapeau colonel
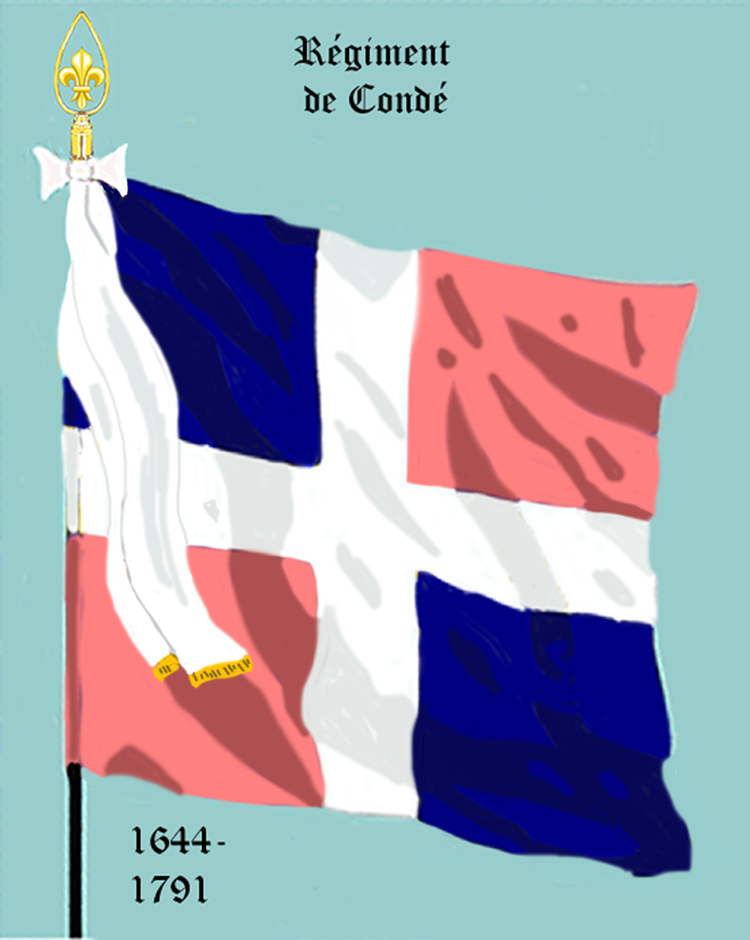
drapeau d’ordonnance de 1659 à 1791

### Habillement

Uniformes
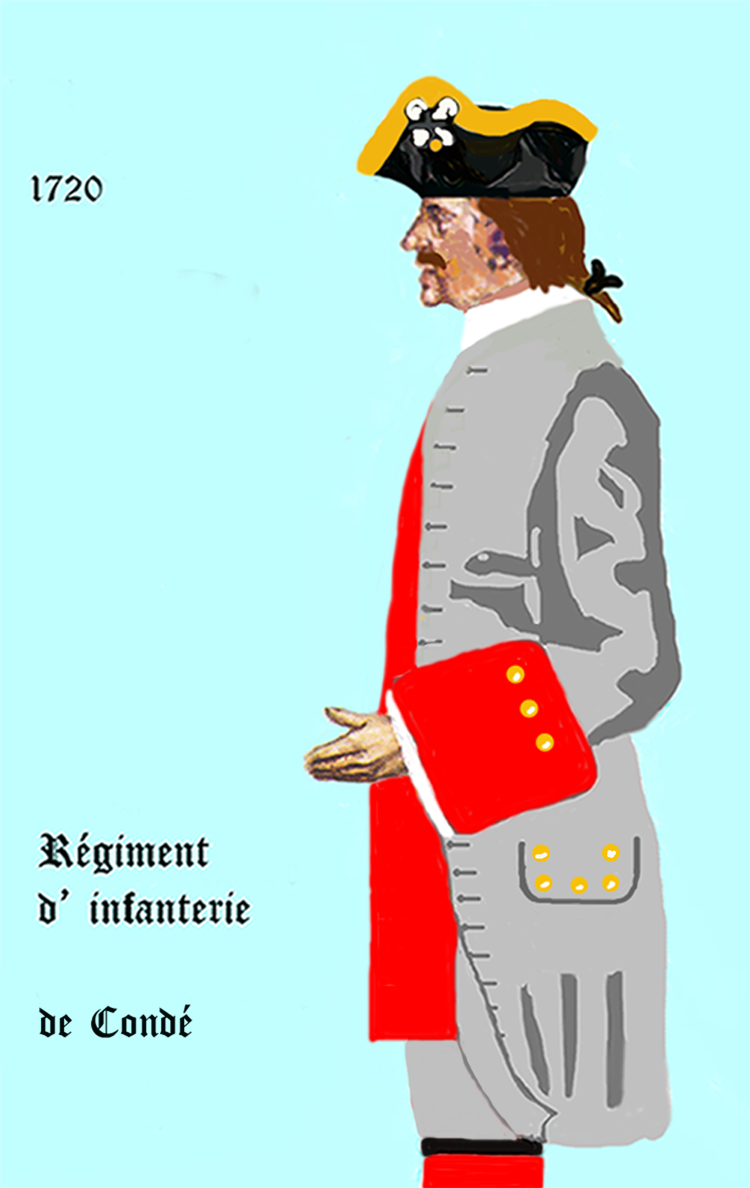
régiment de Condé de 1720 à 1734
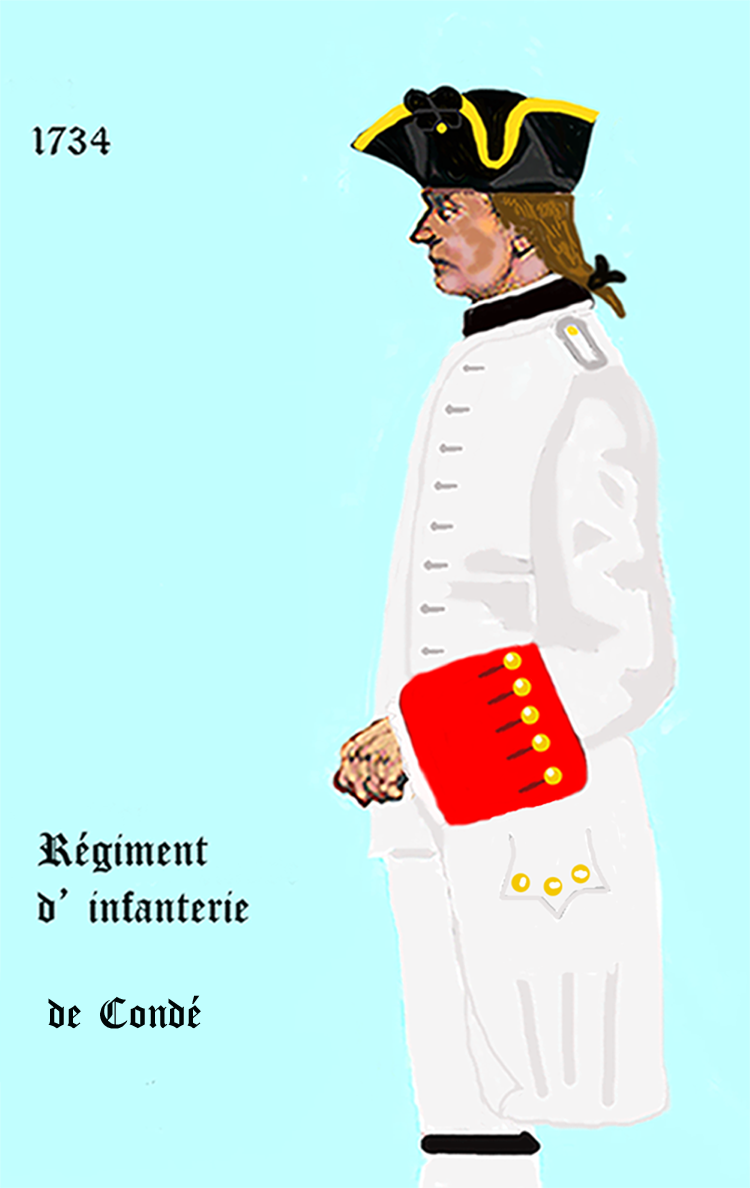
régiment de Condé de 1734 à 1762
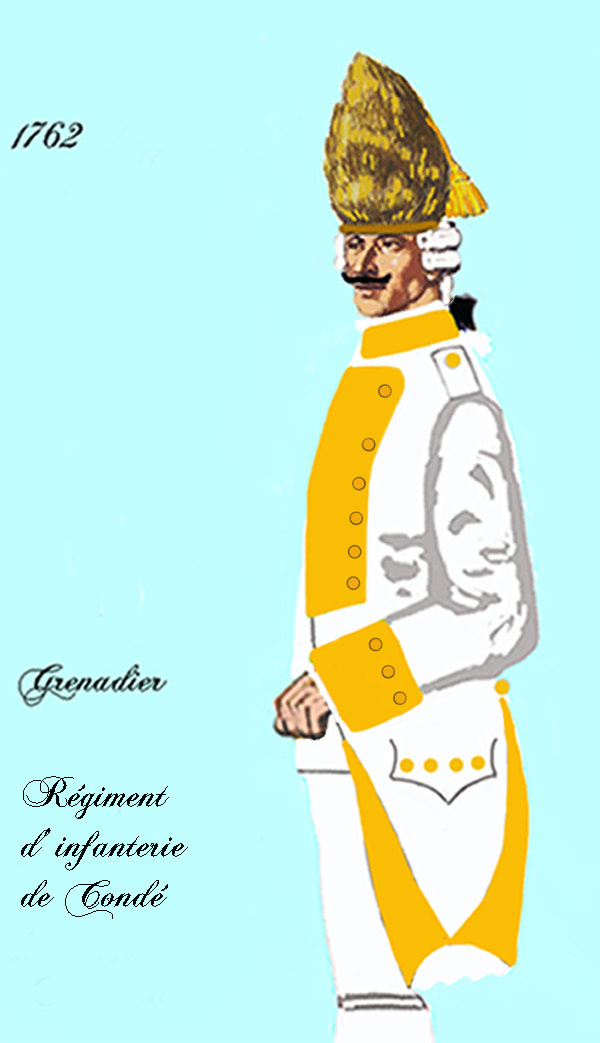
grenadier du régiment de Condé de 1762 à 1767
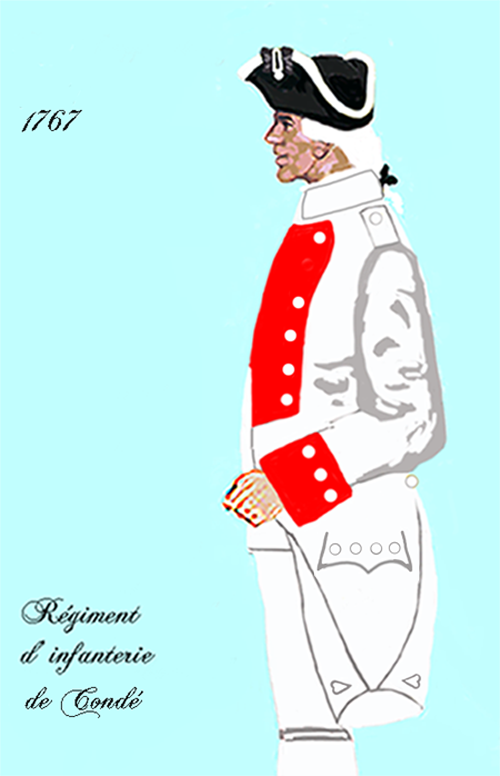
régiment de Condé de 1767 à 1776

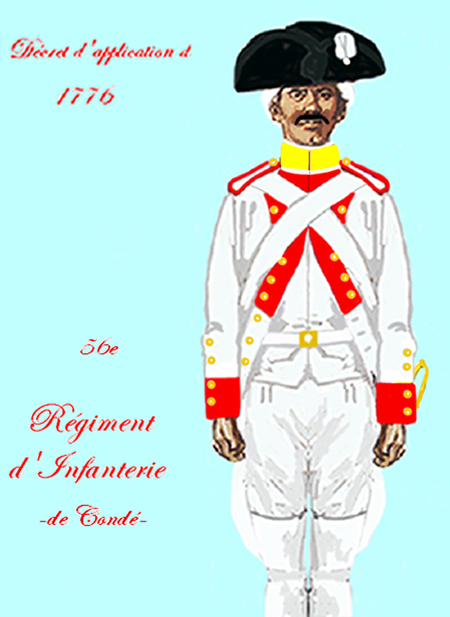
régiment de Condé de 1776 à 1779
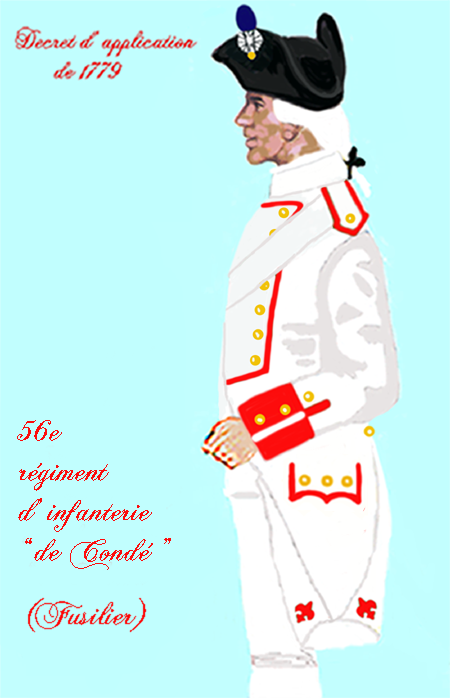
régiment de Condé de 1779 à 1791
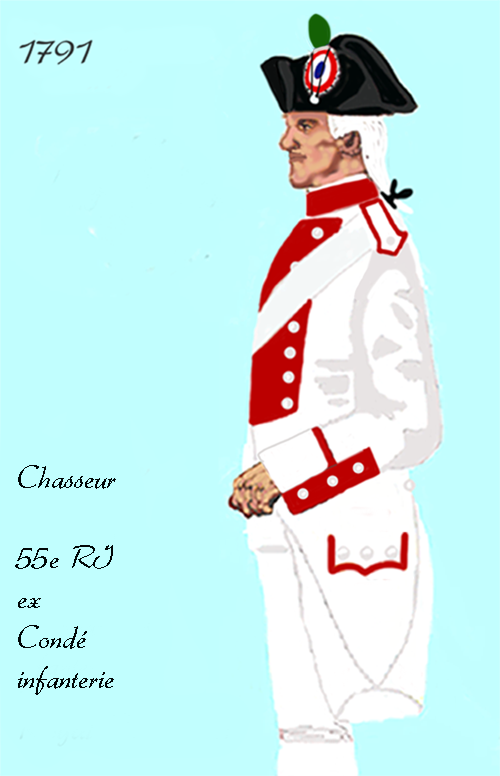
55e régiment d’infanterie de ligne de 1791 à 1792
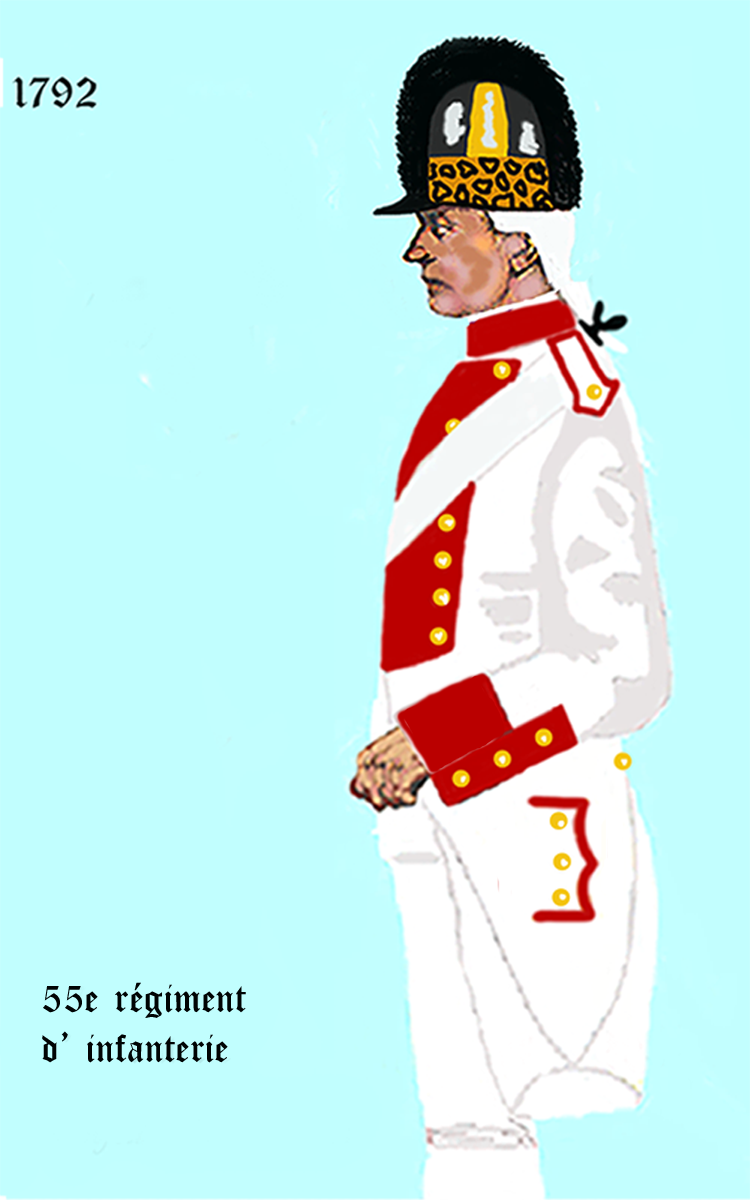
55e régiment d’infanterie de ligne de 1792 à 1794

## Historique

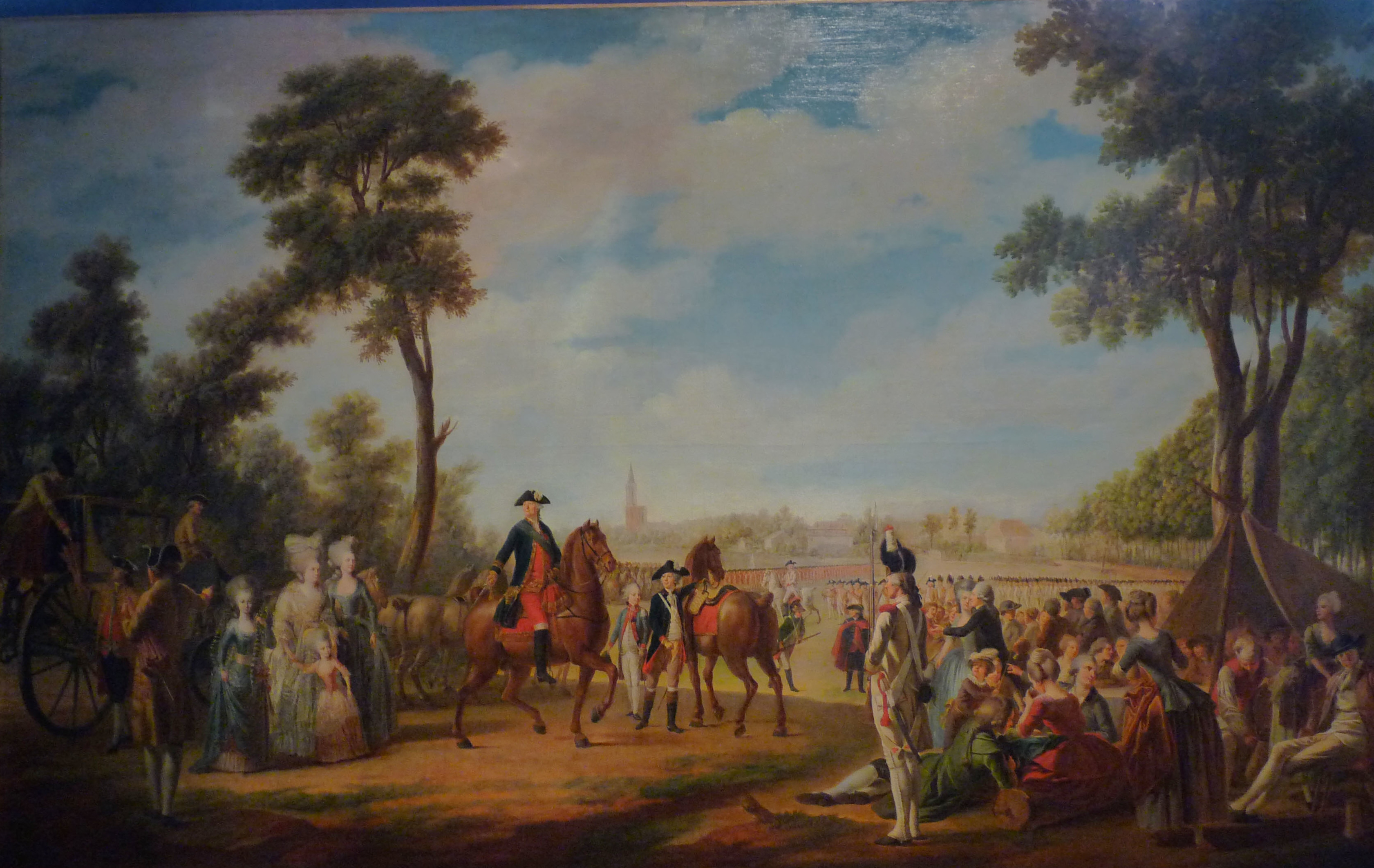
Revue du régiment de Condé à Strasbourg entre 1779 et 1781, huile sur toile, musée historique de Strasbourg.

### Colonels-lieutenants et colonels
Colonels propriétaires
- 28 décembre 1686 : duc de Bourbon, colonel
  - 2 avril 1690 (par brevet du) : maréchal de camp
  - 3 mai 1692 (par pouvoir du) : lieutenant général des armées du Roi
- 1er avril 1710 : duc de Bourbon, colonel et mestre de camp
  - 22 septembre 1713 (par brevet du) : maréchal de camp
  - 8 mars 1718 (par pouvoir du) : lieutenant général des armées du Roi

Colonels-lieutenants
- M. de Saint-Nimant
- 20 janvier 1660 : Philippe Emmanuel de Royer, comte de Saint-Micault, brigadier le 27 mars 1668, † mars 1673
- 30 mars 1673 : Louis de Mailly II, marquis de Néelle, brigadier le 25 février 1677, maréchal de camp le 24 août 1688, † 18 novembre 1688
- novembre 1688 : N., comte de Montmorency
- 15 juillet 1696 : Marc, chevalier de Montmorency
- 18 avril 1710 : Philippe Claude de Beaufort, marquis de Montboissier
- 29 mars 1712 : Pierre Charles Regnault, comte d’Angennes
- 9 février 1713 : N. de Hautefort, comte de Surville
- 28 septembre 1719 : Emmanuel Dieudonné, marquis de Hautefort, brigadier le 1er août 1734, maréchal de camp le 1er janvier 1740
- 21 février 1740 : Jean Louis, marquis de La Tournelle
- 6 janvier 1741 : Elzéar Gaston Louis Marie de Forcalquier, marquis de Sabran
- 22 août 1743 : Charles Claude Andrault de Maulevrier, marquis de Langeron, brigadier le 5 juin 1747, maréchal de camp le 1er mai 1758, lieutenant général des armées du roi le 25 juillet 1762, † 1792
- 7 mai 1758 : Charles René de Maillé, comte de La Tour-Landry, brigadier le 16 juillet 1765
- 3 janvier 1770 : Charles René, comte de La Belinaye
- 1er mars 1784 : Claude François Jean Baptiste Donatien, comte de Sémaisons

Colonels
- 21 octobre 1791 : René Charles Elisabeth, comte de Ligniville, né le 22 février 1760, maréchal de camp le 13 janvier 1792, lieutenant général le 7 septembre 1792, général de division le 10 octobre 1796, † 14 septembre 1813
- 5 février 1792 : Pierre Justin Marchand de Villionne
- 8 mars 1793 : Emmanuel Serviez

### Campagnes et batailles
- En 1701, au début de la guerre de succession d'Espagne dans les Pays-Bas espagnols, un bataillon du régiment de Condé est envoyé par le maréchal de Boufflers en 1701 pour défendre la place de Diest[2].
- 1734 la Bataille de San Pietro
- 1747 : Bataille d'Assietta

Lors de la réorganisation des corps d'infanterie français de 1762, le régiment conserve ses deux bataillons. L'ordonnance arrête également l'habillement et l'équipement du régiment comme suit. Habit, veste et culotte blancs, parements, revers et collet ventre-de-biche, pattes ordinaires garnies de cinq boutons, autant sur la manche, quatre au revers et quatre au-dessous : boutons jaunes et plats, avec le no 38. Chapeau bordé d'or.
1 officier de ce régiment est mort aux États-Unis durant guerre d'indépendance des États-Unis.
Le 55e régiment d’infanterie de ligne a fait les campagnes de 1792 à 1794 aux armées de la Moselle et du Rhin.

### Quartiers
- 1704 : Marsal
- Collioure[1]

### Sources et bibliographie
- Lieutenant général de Vault, Mémoires militaires relatifs à la guerre d'Espagne sous Louis XIV, vol. 1, Imprimerie Royale (Paris), 1835, 910 p. (lire en ligne).
- M. Pinard, Chronologie historique-militaire, par M. Pinard, tomes 6, 7 et 8, Paris 1763, 1764 et 1778
- Georges Six, Dictionnaire biographique des généraux et amiraux français de la Révolution et de l’Empire (1792-1815), tome 2, Paris, Librairie historique et nobiliaire Georges Saffroy - éditeur, 1934